# Emaux de Briare
Emaux de Briare — французская компания, производитель фарфоровой мозаики. Завод располагается в городе Бриар, на реке Луаре. Завод был открыт в 1837 году и поначалу специализировался на производстве фарфора. Позже он был куплен французским инженером и изобретателем Жан-Феликсом Баптеросом, основавшим фабрику по производству фарфоровых пуговиц в Париже в 1845 году.
Компания начала развивать международную торговлю в Европе с 1851 года, а затем, с 1864года, — с Африкой, Австралией и Америкой, поставляя в эти страны фарфоровые бусы, а с конца XIX века — и с Российской империей. С XX века компания начинает специализироваться на производстве мозаики.
Сегодня компания принадлежит группе Jolies Céramiques sans kaolin, которая также владеет и другими компаниями — производителями плитки из керамики, фаянса, керамогранита, терракоты, имеющими не менее богатую историю: Carré, Capron, Aurum и Cérafrance.

## История

### Эмо де Бриар в России
В Российской империи Эмо де Бриар стал известен благодаря Всемирной выставке, прошедшей в Лондоне в 1851 году. В журнале «Современник» была напечатана довольно подробная статья, посвященная данной выставке. Отмечалось, что самые лучшие изделия из фарфора принадлежат Аллюо, Жугано и Дюбуа, Мейеру, Гоноре, Лягошь-Буану, Бойие, Бетиньи, Ляшасенью и Баптеросу (владельцу Эмо де Бриар). Особенно были отмечены невиданные до того масштабы производства. 500 человек, работающих на фабрике, производили 1500 тысяч фарфоровых пуговиц ежедневно, в результате английские конкуренты, некогда монополисты в данном секторе, не могли больше конкурировать с французским производством.
В 1883 году Баптерос подал запрос в российский Департамент торговли и мануфактур, о получении некоторых привилегий для его товара, ввозимого в Российскую Империю, ввиду его изобретения, которое усовершенствовало производство фарфоровых пуговиц.
Позже, в 1892 году, на основании трактата о торговле и мореплавании, заключенного между Россией и Францией 20 марта 1874 года и предусматривавшего взаимную защиту торговых марок, бриарская мануфактура Баптероса начала ставить печать производителя на каждом своём изделии, чтобы защититься от подделок.

## Галерея

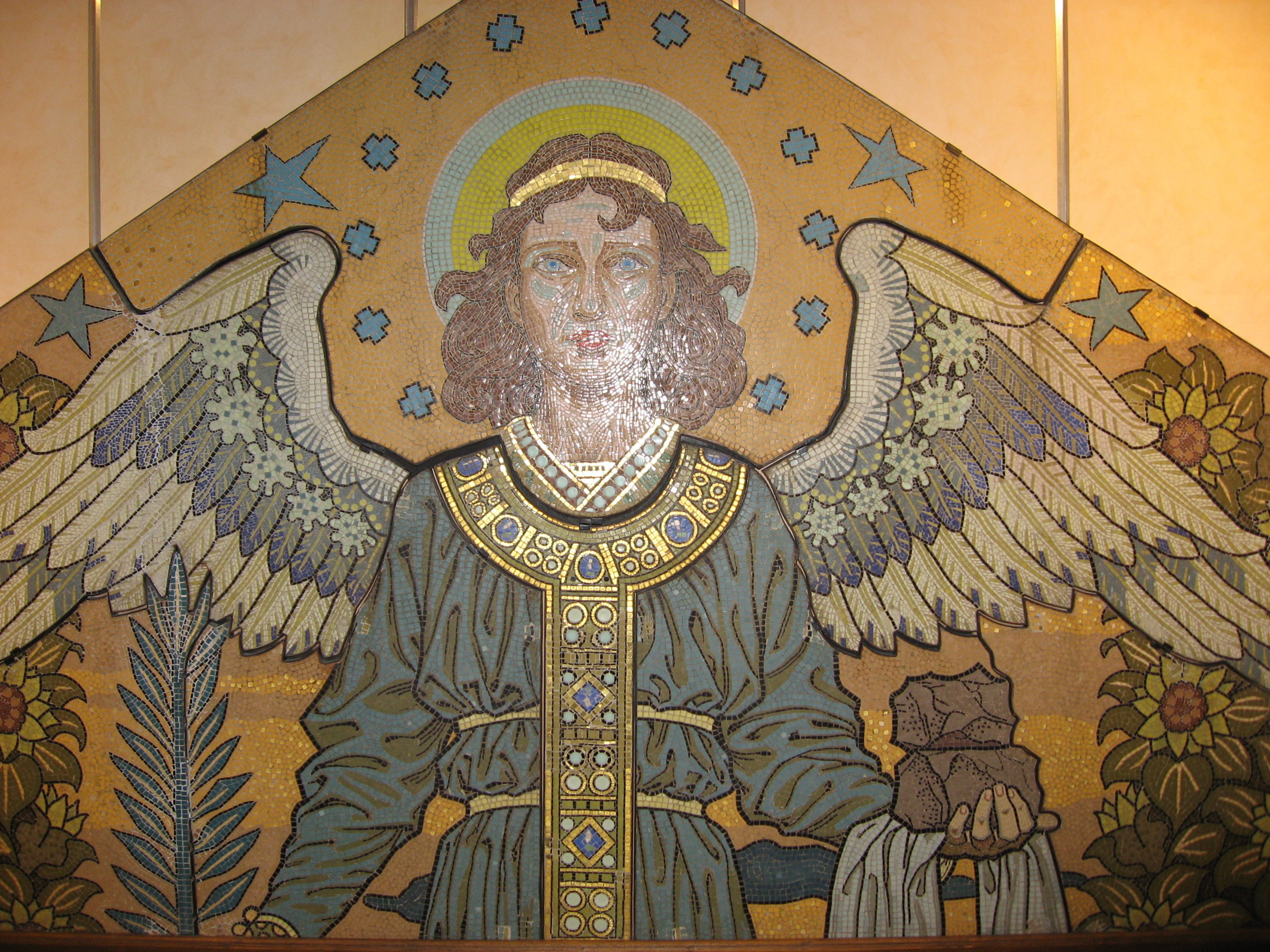
Макет фронтона на церкви Сен-Этьен в городе Бриар; Эжен Грассе, мозаист, 1892
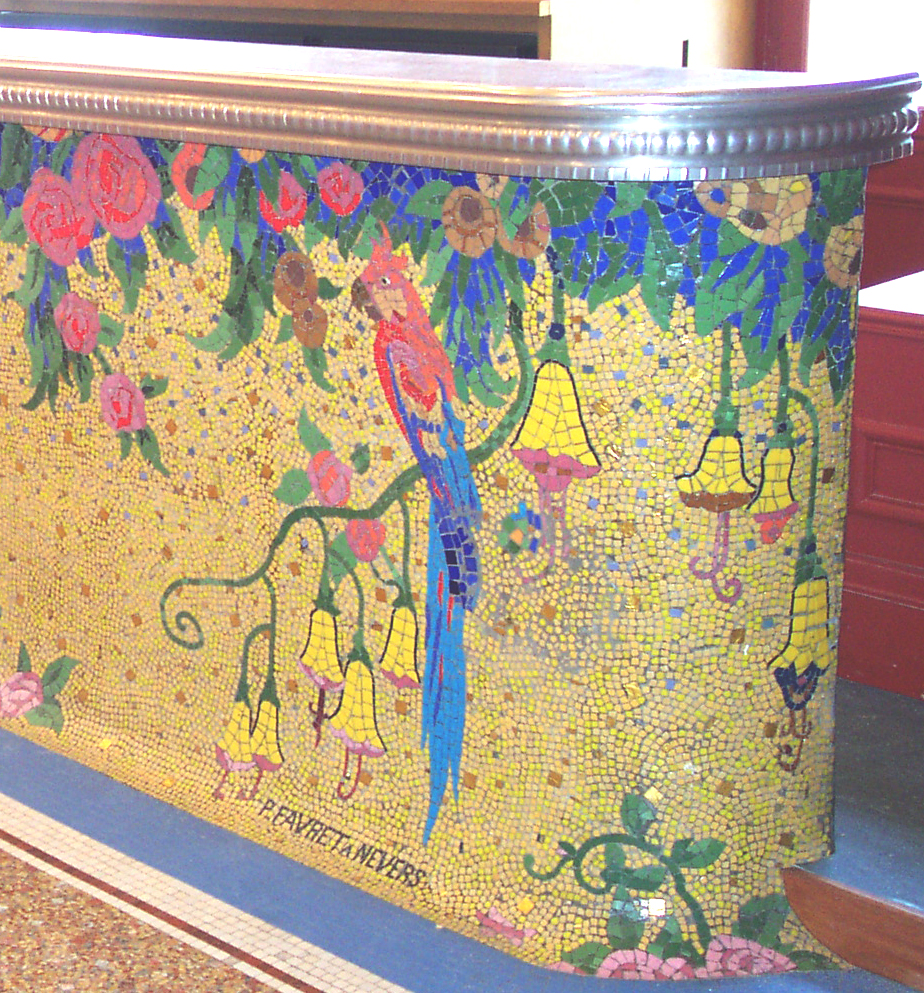
Барная стойка в зале для праздников в городе Монтаржи; Пьетро Фавре, мозаист, 1925
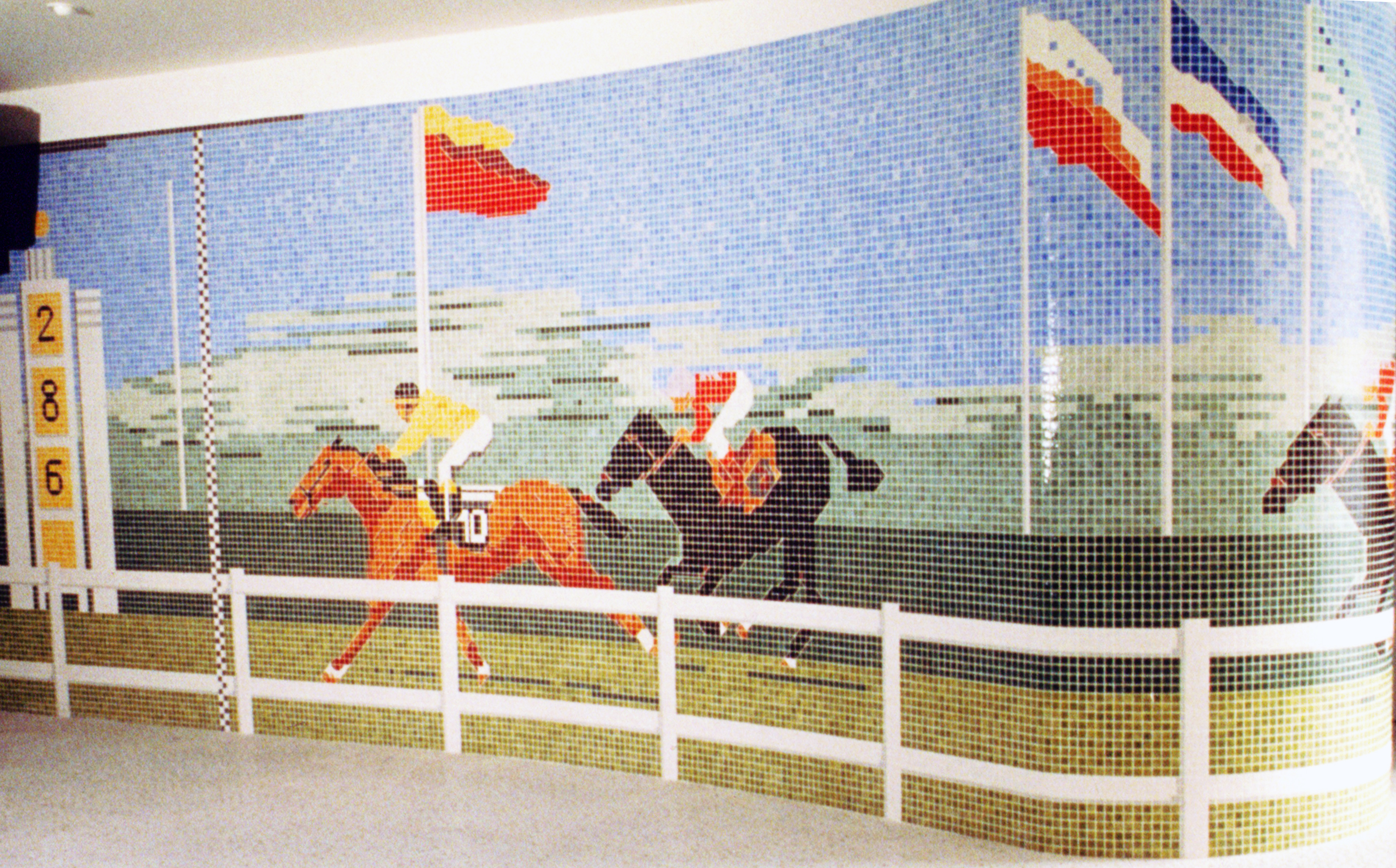
Мозаика в здании компании Pari mutuel urbain
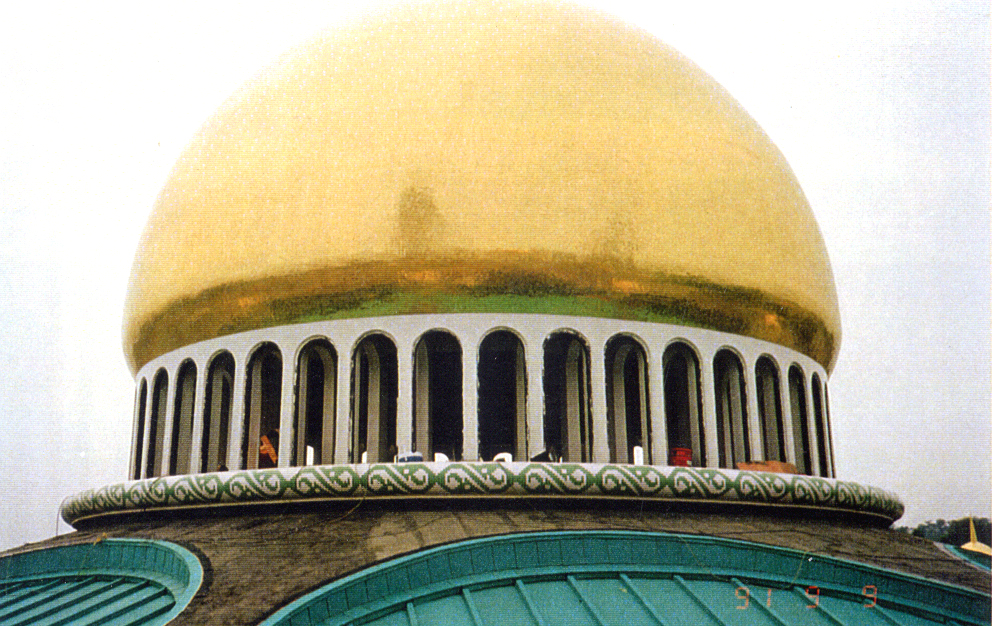
Купол на дворце султана Брунея из золотой мозаики "Эмо де Бриар"
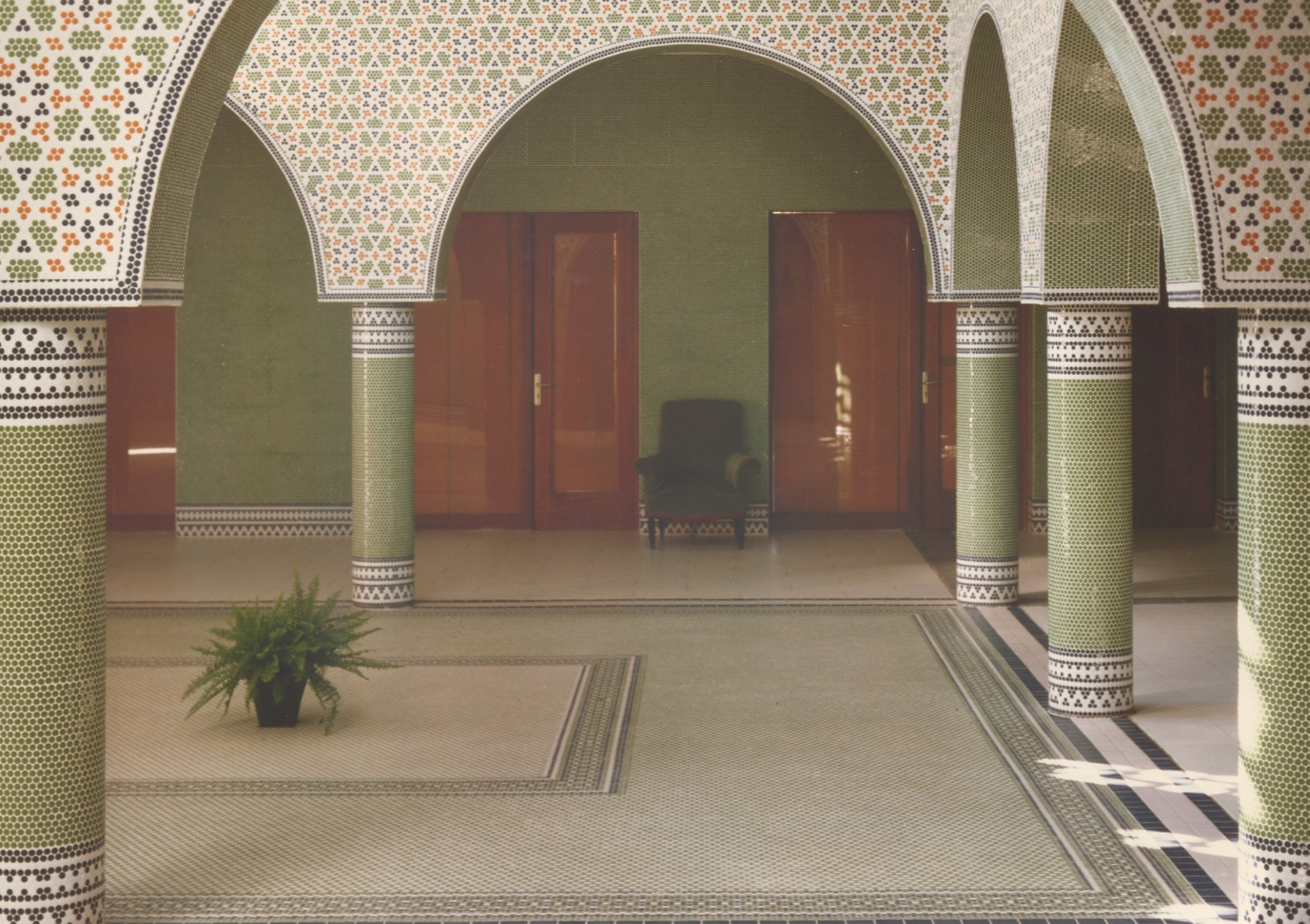
Мечеть в Мант-ла-Жоли. Рисунок реализован "Эмо де Бриар"
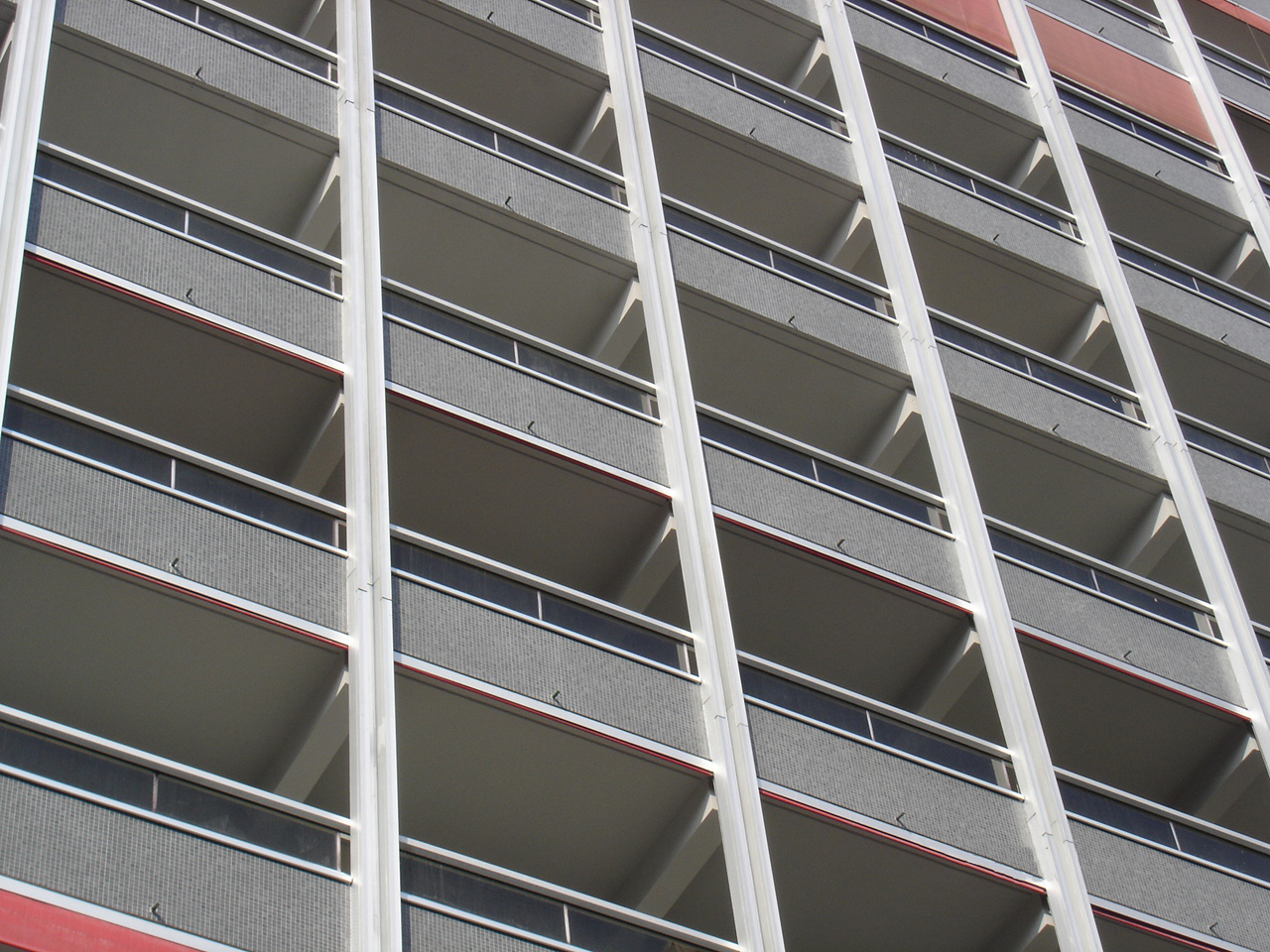
Фасад в одном из кварталов в Лионе
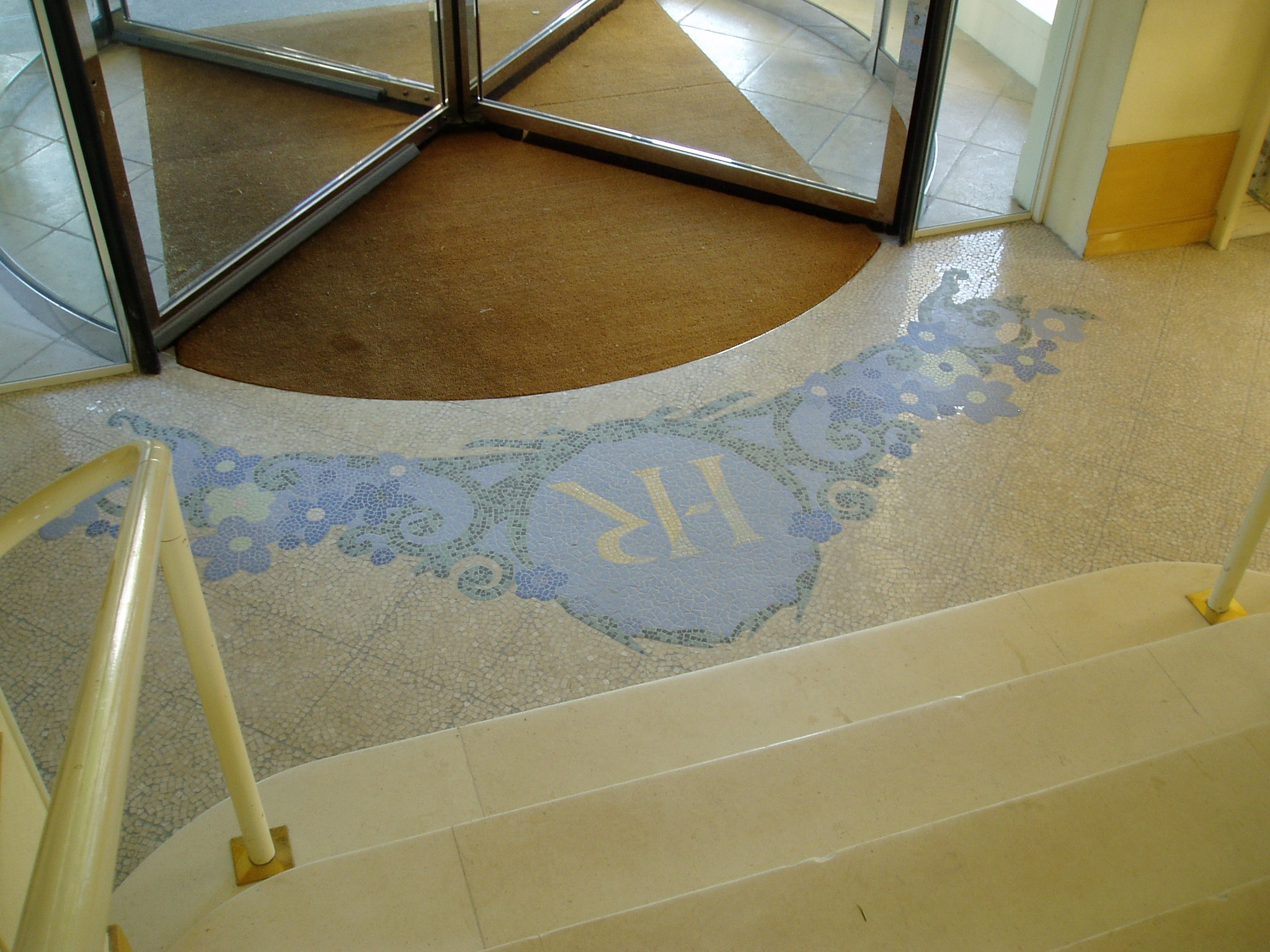
Холл пятизвёздочного отеля в Эвиане
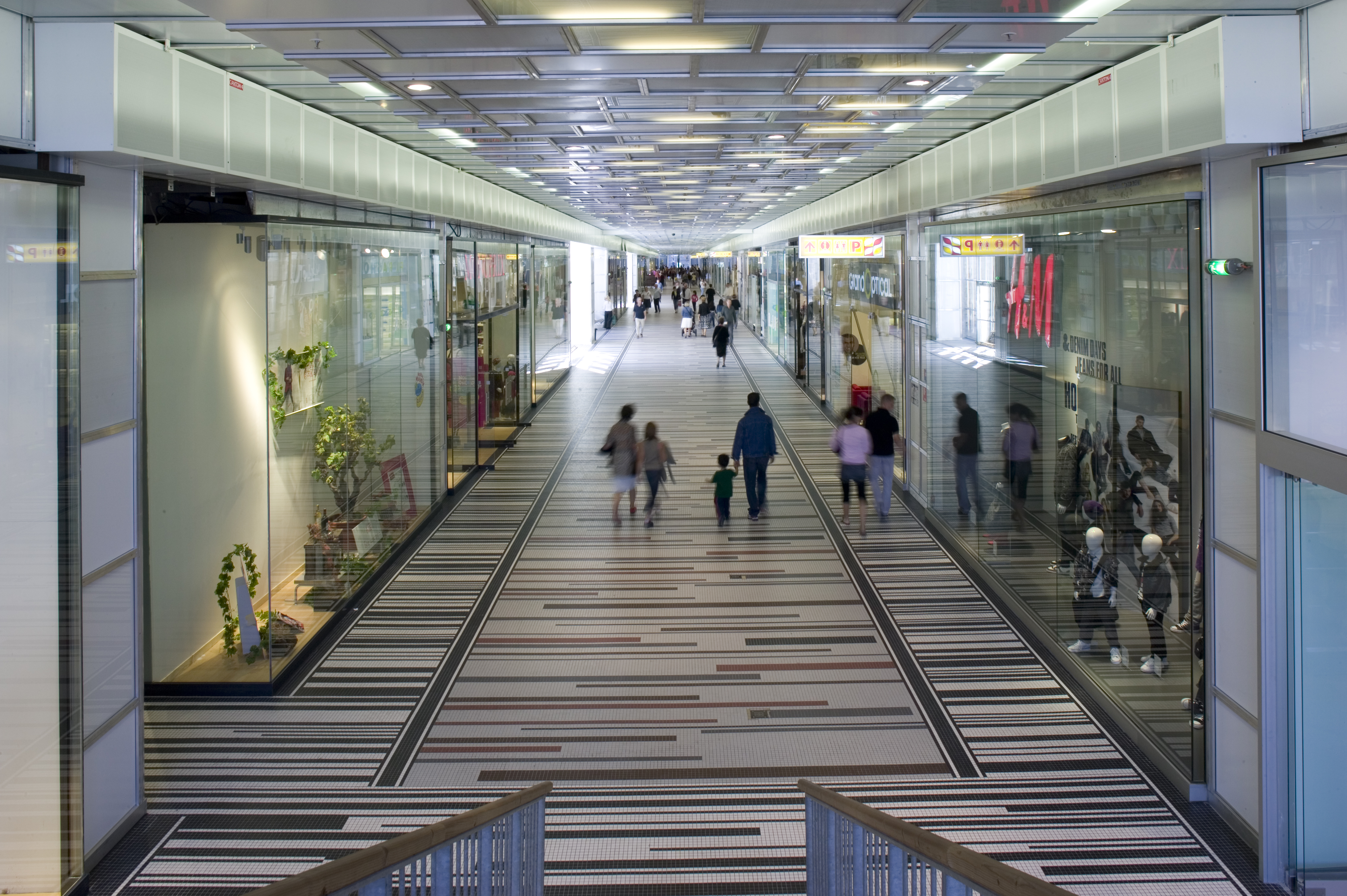
Коммерческий центр в городе Ангулем, архитектор Александр Шеметофф